# Swaffham
Swaffham este un oraș în comitatul Norfolk, regiunea East, Anglia. Orașul se află în districtul Breckland.